# 伯赫涅
伯赫涅，是匈牙利绍莫吉州所辖的一个村。总面积64.17平方公里，总人口2370，人口密度36.9人/平方公里（2011年1月1日）。